# Кульборисов, Шамиль Зуфарович
Кульборисов (Кульбарисов) Шамиль Зуфарович (23 мая 1923, Нурлино, Уфимский район — 30 сентября 2004, Уфа) — башкирский композитор, певец (баритон). Заслуженный деятель искусств РСФСР (1990), Заслуженный деятель искусств Башкирской АССР (1968), член Союза композиторов СССР с 1978.

## Биография
Кульборисов Шамиль Зуфарович родился 23 мая 1923 года в д. Нурлино Уфимского кантона Уфимской губернии (ныне Уфимского района Республики Башкортостан).
В 1934 году семья переехала в Уфу.
В 1952 окончил Московскую консерваторию им. П. И. Чайковского по специальностям: вокал (педагоги С. Н. Стрельцов, В. Ф. Карин), композиция (пед. Е. О. Месснер).
С 1952 года работал солистом и режиссёром Башкирского государственного театра оперы и балета. В 1978—1989 годах — заведующим музыкальной частью Башкирского академического театра драмы им. М. Гафури.
Шамиль Зуфарович — автор оперетт: «Когда приходит любовь» (либр. Биккула и Кульборисова, пост. 1965), «Возлюбленный Гульсибар» (либр. Н. Асанбаева, 1983) и музыки более 40 спектаклям, поставленным в театрах РБ.

## Партии
- Хаубан («Акбузат» А. Э. Спадавеккиа и Х. Ш. Заимова),
- Вагап («Карлугас» Н. К. Чемберджи),
- Ахмет («Айхылу» Н. И. Пейко и М. М. Валеева),
- Пугачёв и Сураман («Салават Юлаев» З. Г. Исмагилова) и др.

## Сочинения
Песни :
- «Янбика» (ст. Р. Сафина),
- «Холодный ручей» (ст. М. Гали),
- «Белые берёзы» (ст. А. Атнабаева),
- «Весна идёт», «Фронтовой друг, отзовись» (обе на ст. Ш. Биккула),
- «Я твой сын, Отчизна» (ст. Н. Наджми),
- «Баллада о дубе» (ст. А. Игебаева) и др.

## Награды и звания
- Орден Отечественной войны II степени
- Орден «Знак Почёта» (8 июня 1955)
- Медаль «За боевые заслуги»
- Заслуженный деятель искусств РСФСР (1990)
- Заслуженный деятель искусств Башкирской АССР (1968)